# Xanthosz (történetíró)
Xanthosz (i. e. 5. sz.) lüdiai történetíró.

## Élete
Lűdia történetét Kroiszosz bukásáig örökítette meg. Történetírói módszerének sajátossága, hogy az emberi eseményeket emlékezetes természeti katasztrófákhoz kötötte.